# Ka-18 (航空機)
Ka-18
- 製造者：カモフ
- 初飛行：1956年
- 生産数：~120機[1]
- 運用開始：1957年
- 退役：1973年

カモフ Ka-18（NATOコードネーム：ホッグ、Hog）は、1951年に初飛行したソビエト連邦の4座汎用ヘリコプターである。本機はKa-15の胴体を延長し、より高出力255 hpのイーウチェンコ AI-14V 星形エンジンを搭載して開発された。約120機が製造された。

## 運用
ソビエト連邦
- ソビエト海軍航空隊[2]

## 要目 (Ka-18)
出典: Soviet Transport Aircraft since 1945
諸元
- 乗員: 1
- 定員: 乗客3名
- 全長: 7.03 m （23 ft 0¾ in）
- 全高: 3.34 m （10 ft 11½ in）
- ローター直径: 9.96 m （32 ft 8 in）
- 空虚重量: 1,060 kg （2,436 lb）
- 最大離陸重量: 1,480 kg （3,262 lb）
- 動力: イーウチェンコ AI-14VF 星形エンジン、209 kW （280 hp）   × 1

性能
- 最大速度: 150 km/h （81 knots） 93 mph
- 巡航速度: 120 km/h （65 knots） 75 mph　高度490 m (1,610 ft)で
- 航続距離: 165 km （89 nm） 102 mi
- 実用上昇限度: 3,250 m （10,670 ft）